# Stanisław Gruszczyński
Stanisław Gruszczyński (ur. 6 stycznia 1891 w Ludwinowie, zm. 3 lutego 1959 w Milanówku) – polski artysta, śpiewak (tenor).

## Życiorys
Był synem rolnika Michała. Uczęszczał do szkoły w Wilnie, w 1905 brał udział w strajku szkolnym, za co został wydalony ze szkoły z wilczym biletem. Od 1912 roku mieszkał w Sosnowcu. Zajmował się różnymi pracami, statystował w teatrach; jednocześnie uczył się śpiewu. Podczas pracy jako kelner w Hotelu Angielskim w Warszawie, jeden ze stałych bywalców restauracji, Władysław Walter, zainteresował się jego talentem i spowodował zaangażowanie go do Operetki.
Zadebiutował w 1915 roku w „Teatrze Nowości”. Od razu osiągnął sukces i już w 1916 zadebiutował na scenie Opery Warszawskiej jako Radames w Aidzie Verdiego. Członkiem zespołu w operze Warszawskie był do 1931 roku oraz w latach 1936–1938. Zrobił błyskawiczną karierę i zyskał miano jednego z najsławniejszych polskich śpiewaków operowych pierwszej poł. XX wieku. Występował na scenach operowych całej Europy, śpiewając swoje partie po polsku, co było wówczas wydarzeniem bez precedensu. Był solistą scen w Hamburgu, Lizbonie, Madrycie, Barcelonie oraz mediolańskiej La Scali.
Był obdarzony wyjątkowymi zdolnościami i kapitalną pamięcią muzyczną, uczył się każdej partii bardzo szybko, repertuar jego był imponujący. Występował także w filmach polskich. Otrzymał wiele odznaczeń krajowych i zagranicznych, nagrał wiele płyt.
Śpiewał chętnie, nigdy nie odmawiał występów i bardzo szybko uczył się nowych ról, dlatego też jego głos był bardzo mocno eksploatowany. Ponieważ Gruszczyński nie ukończył żadnej szkoły wokalnej, dość wcześnie zaczęły się w śpiewie pojawiać różne niedomagania oraz w rezultacie utrata głosu w 1931.
Ponadto mając stajnię wyścigową i willę w Milanówku, a będąc rozrzutnym, utracił szybko olbrzymi majątek i stał się alkoholikiem.

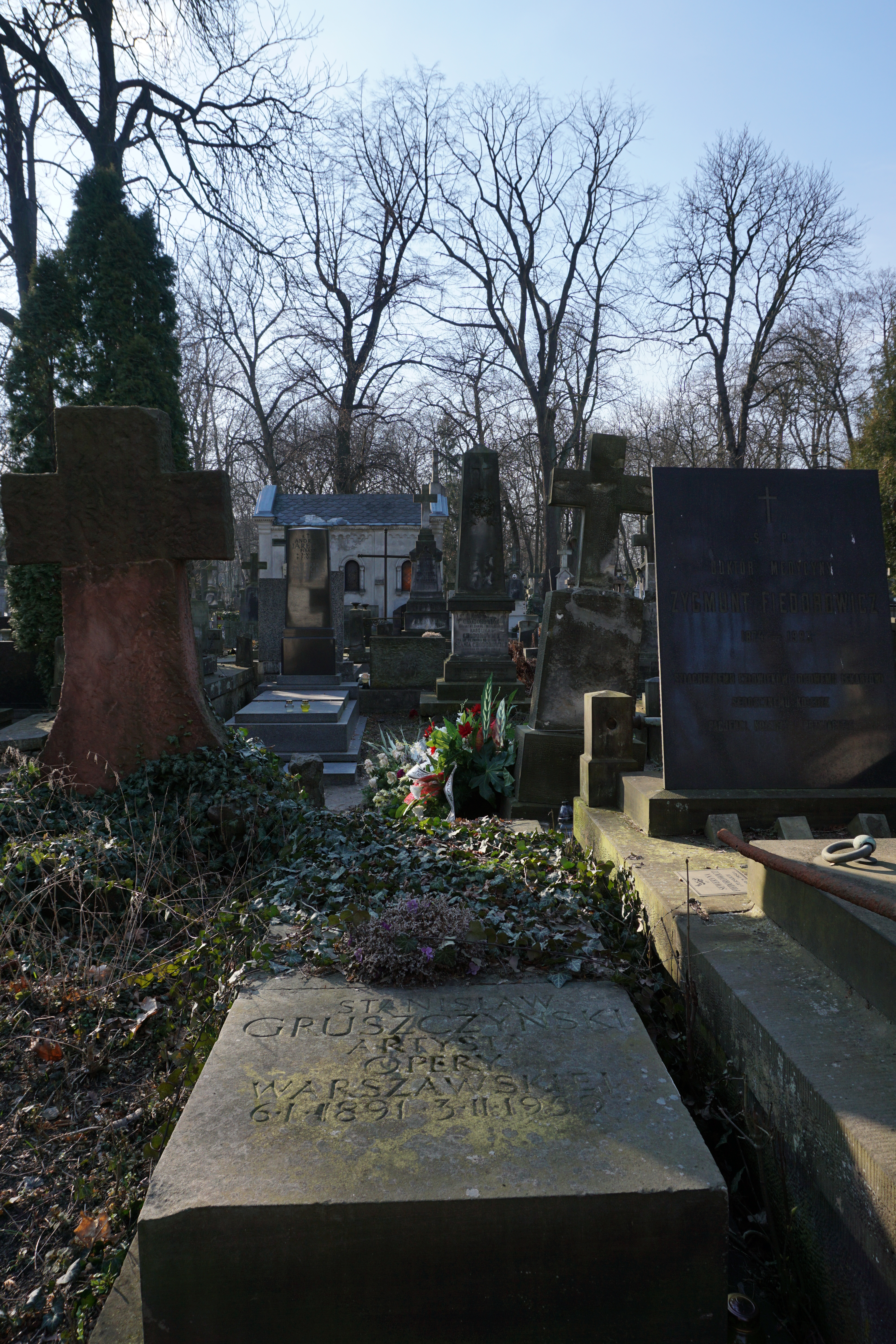
Grób Stanisława Gruszczyńskiego na cmentarzu Powązkowskim

Podczas II wojny światowej pracował jako woźny i robotnik fizyczny. Po wojnie próbowano zaopiekować się zasłużonym artystą, zorganizowano mu skromny jubileusz, zatrudniono jako bibliotekarza Biblioteki Muzycznej Opery Warszawskiej. W latach 1947–1950 był pracownikiem Domu Kultury w Grodzisku Mazowieckim, a w latach 1950–1957 konsultantem Opery Warszawskiej. W 1958 przeszedł na emeryturę.
Zmarł na serce w zupełnym zapomnieniu i w skrajnej nędzy 3 lutego 1959 w Milanówku. Spoczywa na cmentarzu Powązkowskim w Warszawie (kwatera 174-1-6).

## Ordery i odznaczenia
- Krzyż Oficerski Orderu Odrodzenia Polski (1 czerwca 1955)[3]
- Krzyż Kawalerski Orderu Odrodzenia Polski (10 listopada 1928)[4]

## Spektakle teatralne (wybór)
- 1915 – Polska krew, „Teatr Nowości”
- 1915 – Generał huzarów, „Teatr Nowości”
- 1915 – Baron cygański, „Teatr Nowości”
- 1915 – Zemsta nietoperza, „Teatr Nowości”
- 1916 – Piękna Helena, „Teatr Nowości”
- 1916 – Cnotliwa Zuzanna, „Teatr Nowości”
- 1916 – Aida, Opera Teatru Wielkiego
- 1916 – Pajace, Opera Teatru Wielkiego
- 1916 – Dookoła miłości, Teatr Nowości
- 1932 Przez dziurkę od klucza, teatr „Morskie Oko”
- 1933 – Z całego serca, teatr „Praskie Oko”

## Filmografia
- 1932 – Księżna Łowicka jako poeta Alojzy Szczygieł
- 1928 – Romans panny Opolskiej
- 1928 – Tajemnica starego rodu jako rotmistrz Kara-Kozewicz
- 1928 – Pan Tadeusz jako ksiądz Sapieha
- 1927 – Ziemia obiecana jako Maks Baum
- 1921 – Idziem do ciebie, Polsko, matko nasza jako góral Józek

## Dyskografia
- 1926 – Stanisław Gruszczyński Tenor Eroico, słynny artysta Opery Warszawskiej śpiew z akompaniamentem Orkiestry Opery Warszawskiej, Syrena Rekord
- 1932 – Stanisław Gruszczyński tenor Opery Warszawskiej, występujący obecnie w teatrze „Morskie Oko” śpiew z akompaniamentem Orkiestry Towarzystwa „Syrena Record”, Syrena Electro
- 1937 – Stanisław Gruszczyński tenor Aleksander Michałowski bas artyści Opery Warszawskiej śpiew z akompaniamentem Orkiestry Opery Warszawskiej, Syrena Electro
- 1939 – Stanisław Gruszczyński tenor, artysta Opery Warszawskiej śpiew z akompaniamentem Orkiestry Opery Warszawskiej, Syrena Rekord